# Bitwa pod Janowem (1863)
Bitwa pod Janowem  − bitwa powstania styczniowego stoczona 6 lipca 1863 roku w okolicach miasta Janów. Walka toczyła się między oddziałem powstańczym pod dowództwem Zygmunta Chmieleńskiego, a oddziałem rosyjskim. Starcie zakończyło się zwycięstwem powstańców. 
W powiecie olkuskim kpt. Zygmunt Chmieleński organizował oddział powstańczy. Przeciw niemu Rosjanie wysłali z Częstochowy 3 roty piechoty i sotnię kozaków. Dwie roty z częścią kozaków stanęły w Janowie, a pozostała rota piechoty z kozakami udała się do Lelowa, żeby ewentualnie odciąć odwrót powstańcom. Rosjanie dowiedziawszy się, że Chmieleński ze swoim wojskiem obozuje w bardzo silnym leśno-skalnym stanowisku pod Złotym Potokiem postanowili poczekać na posiłki. Chmieleński postanowił jednak pierwszy zaatakować. Część oddziału zostawił w umocnionym obozie, a sam na czele 156 ludzi udał się pod wieś Ponik odległą o 500 kroków od Janowa. W okolicach wsi znajdował się strumień i staw. Moskale nie spodziewając się napadu postanowili się wykąpać w stawie i czyścili konie przy strumieniu niedaleko młyna. Byli to Kozacy i kilkudziesięciu piechurów z pułku witebskiego. Powstańcy ukryci w zbożu podeszli do kąpiących się, po czym otworzyli ogień. Moskale zaczęli uciekać do Janowa, a za nimi ruszyli Polacy. Do ponownego starcia doszło w okolicach rynku gdzie zaczęli gromadzić się żołnierze Rosyjscy. Rosjanie jednak nie wytrzymali natarcia i w popłochu uciekli. Do Janowa zaczęły się zbliżać rosyjskie posiłki, wobec czego Chmieleński wycofał się w lasy. Posiłki rosyjskie po wejściu do Janowa dokonały tutaj rabunku, zabijając przy tym 6 niewinnych cywilów. Potem spalili Janów i Ponik. W Janowie ze stu kilkudziesięciu domów zostało tylko 5 i kościół. 
Straty rosyjskie wyniosły do stu zabitych i rannych w tym kapitan i kilku oficerów. Kilkudziesięciu zabitych pochowano w dwóch dużych dołach, a kilka wozów rannych wysłano do Częstochowy. Zieliński wspomina, że straty polskie wyniosły kilku zabitych i kilkunastu rannych. Polacy w tej bitwie zdobyli kilkanaście koni kozackich, kilkadziesiąt sztuk broni, oraz porzucone rosyjskie wyposażenie jak np. tornistry itp. 
Po tej porażce Rosjanie skoncentrowali się pod dowództwem płk. Ernrotha i ruszyli za powstańcami do Złotego Potoku, gdzie parę dni później doszło do bitwy. 

## Linki zewnętrzne

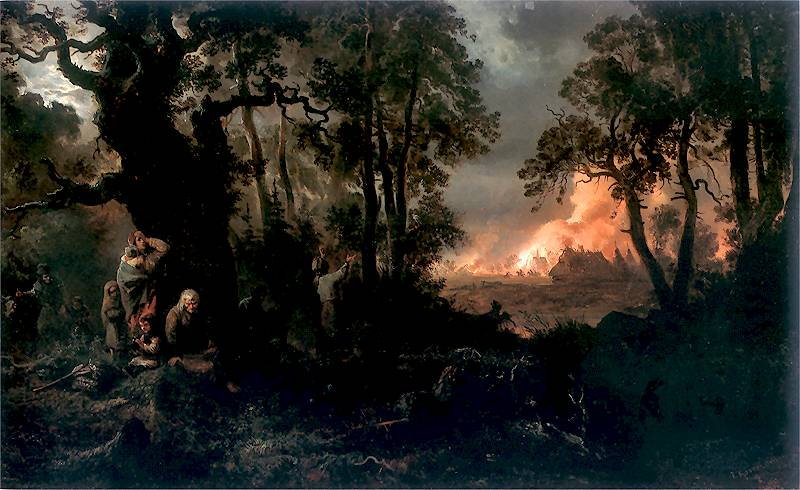
Franciszek Kostrzewski – Pożar Wsi